# Monastère Saint-Nicolas-du-Désert de Samar
Le monastère Saint-Nicolas-du-Désert de Samar (en ukrainien : Свято-Миколаївський пустельний Самарський  монастир ; en russe : Самарский Свято-Николаевский пустынный монастырь) est situé à Novomoskovsk, ville de l'oblast de Dnipropetrovsk, en Ukraine.

## Présentation
C'est un monastère masculin situé sur le site Samara Palanka par le hiéromoine Paisius qui venait du monastère de Kiev-Mejgorsky dépendant du Patriarcat œcuménique de Constantinople et était sous la commande du Sitch zaporogue. En 1688, le monastère qui soutenait le sitch fut dévasté par les troupes du prince Golitsine. De nouveau détruit en 1709 à la suite de la Révolte de Boulavine puis en 1711 par les tatars après la conclusion du Traité de Fălciu.
Le monastère appartient à l'Église orthodoxe ukrainienne (patriarcat de Moscou).

## En images

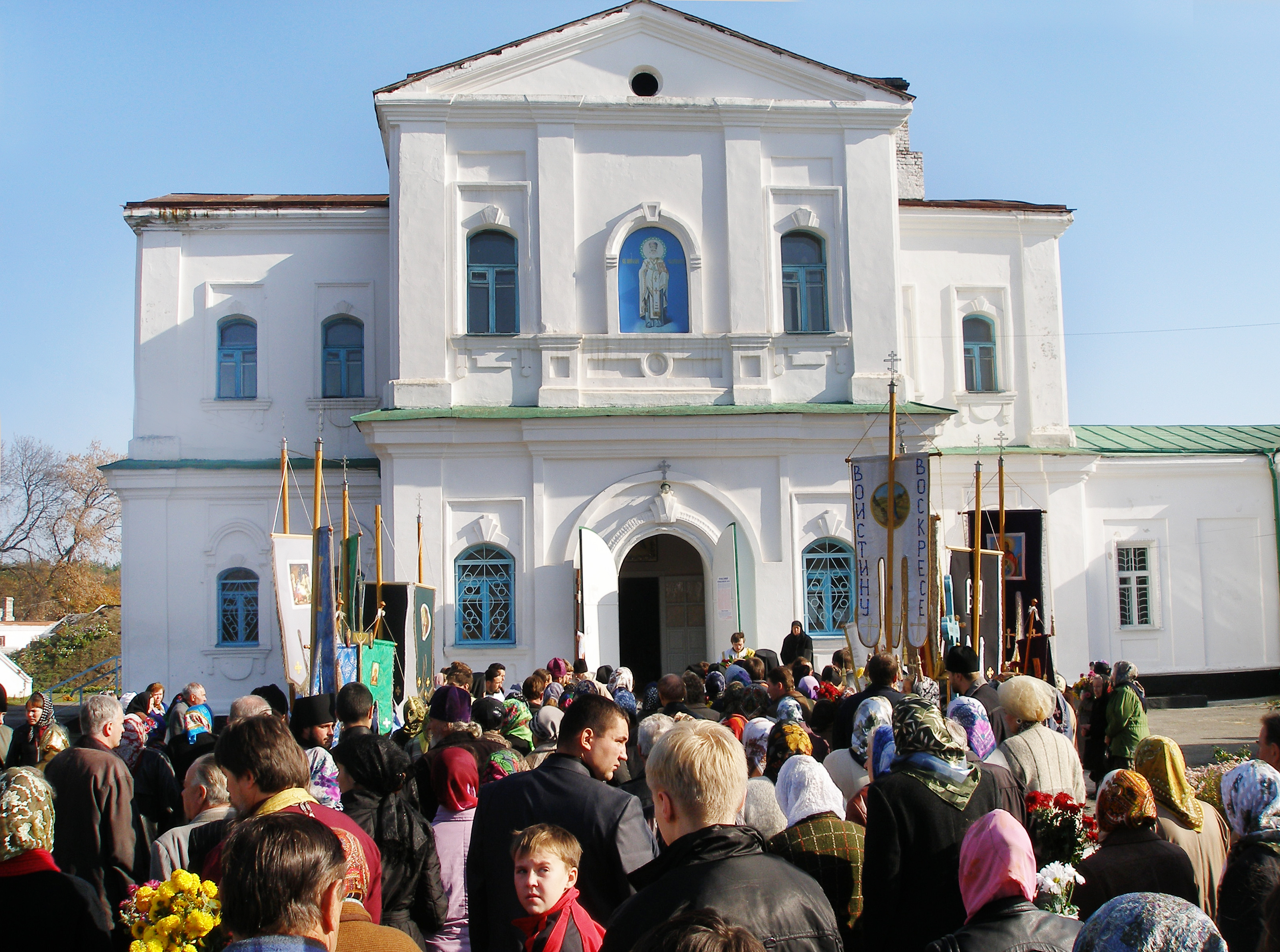
Cathédrale Saint-Nicolas.
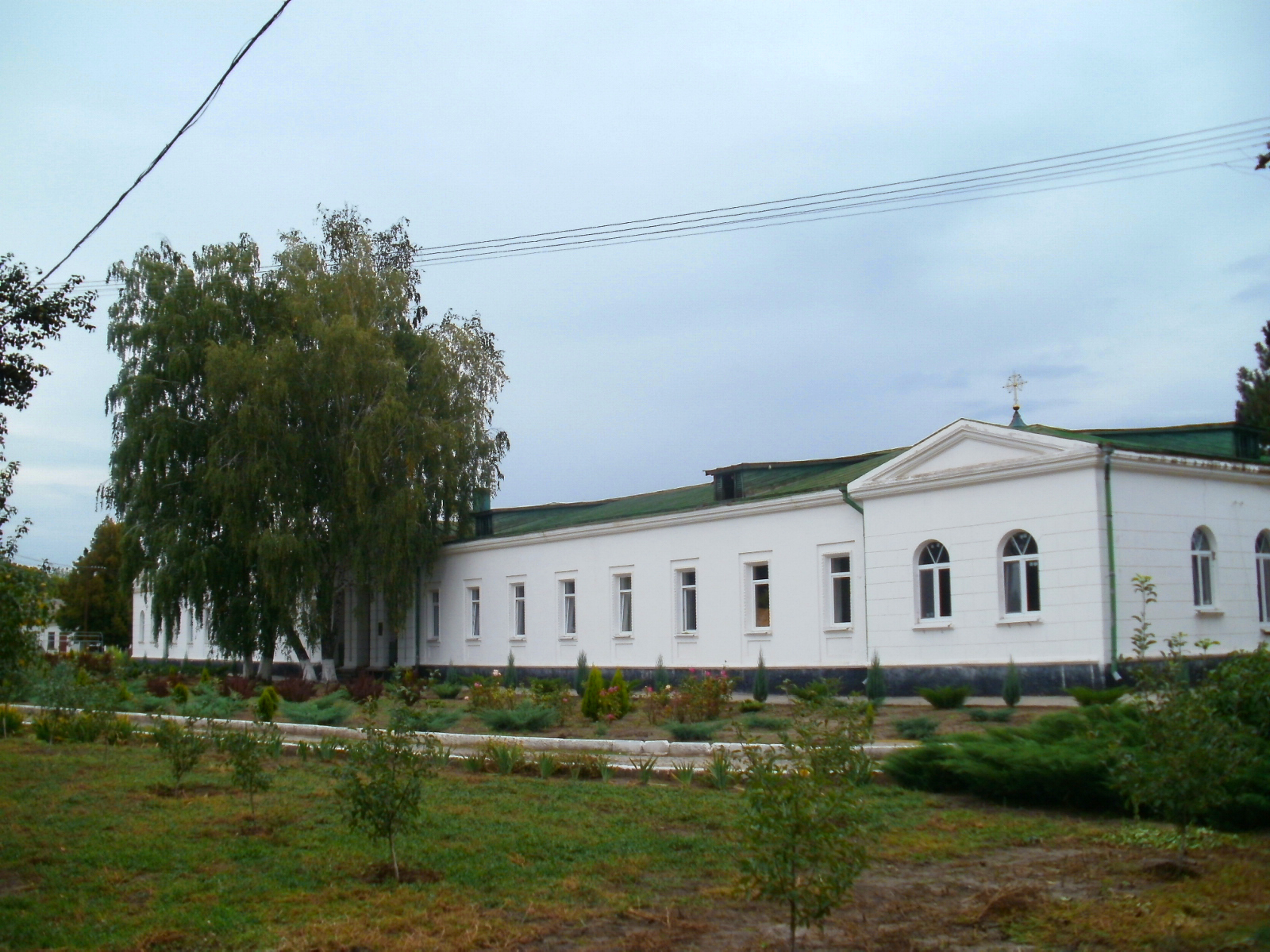
Cellules des moines classées[5].
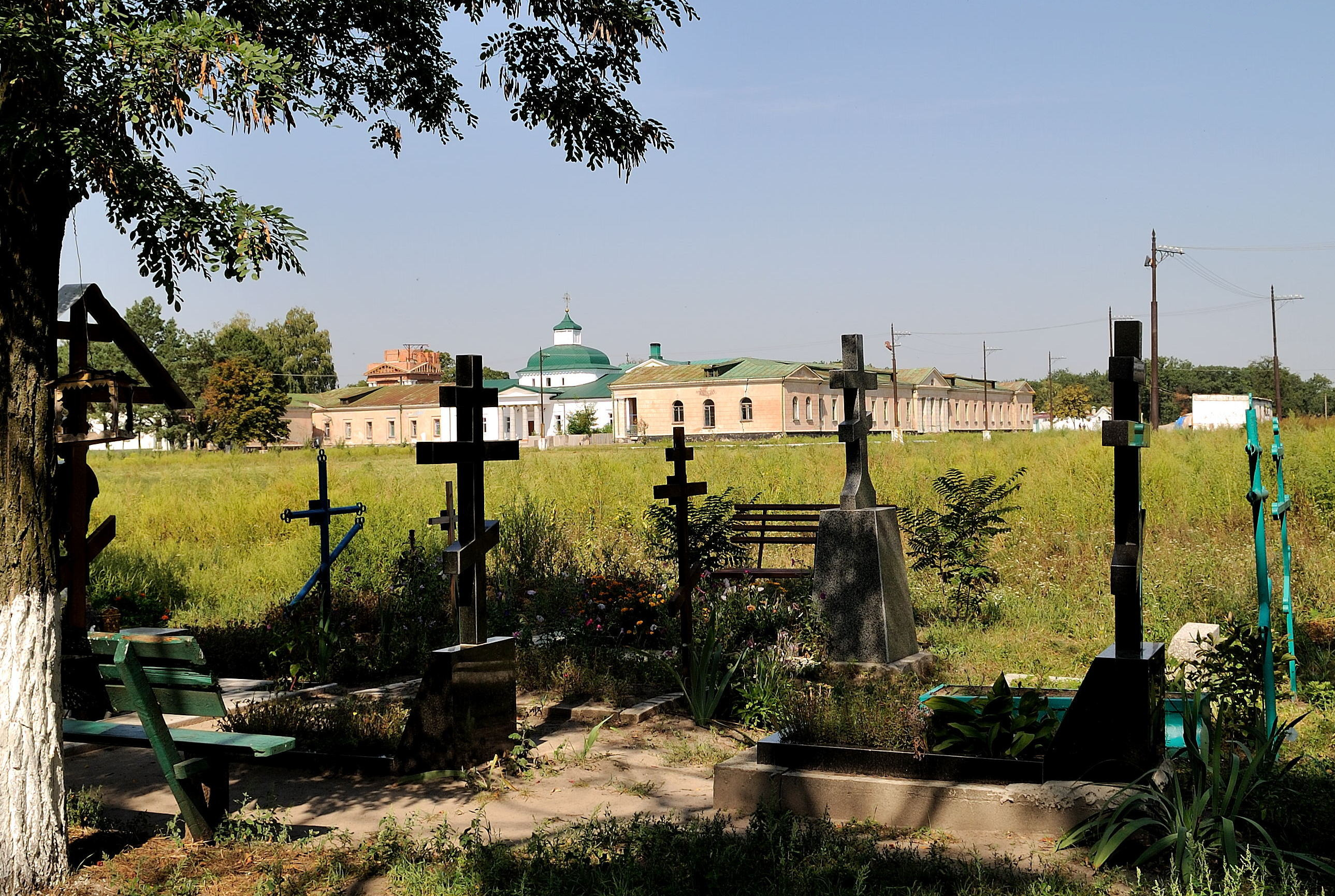
Vue depuis le cimetière.
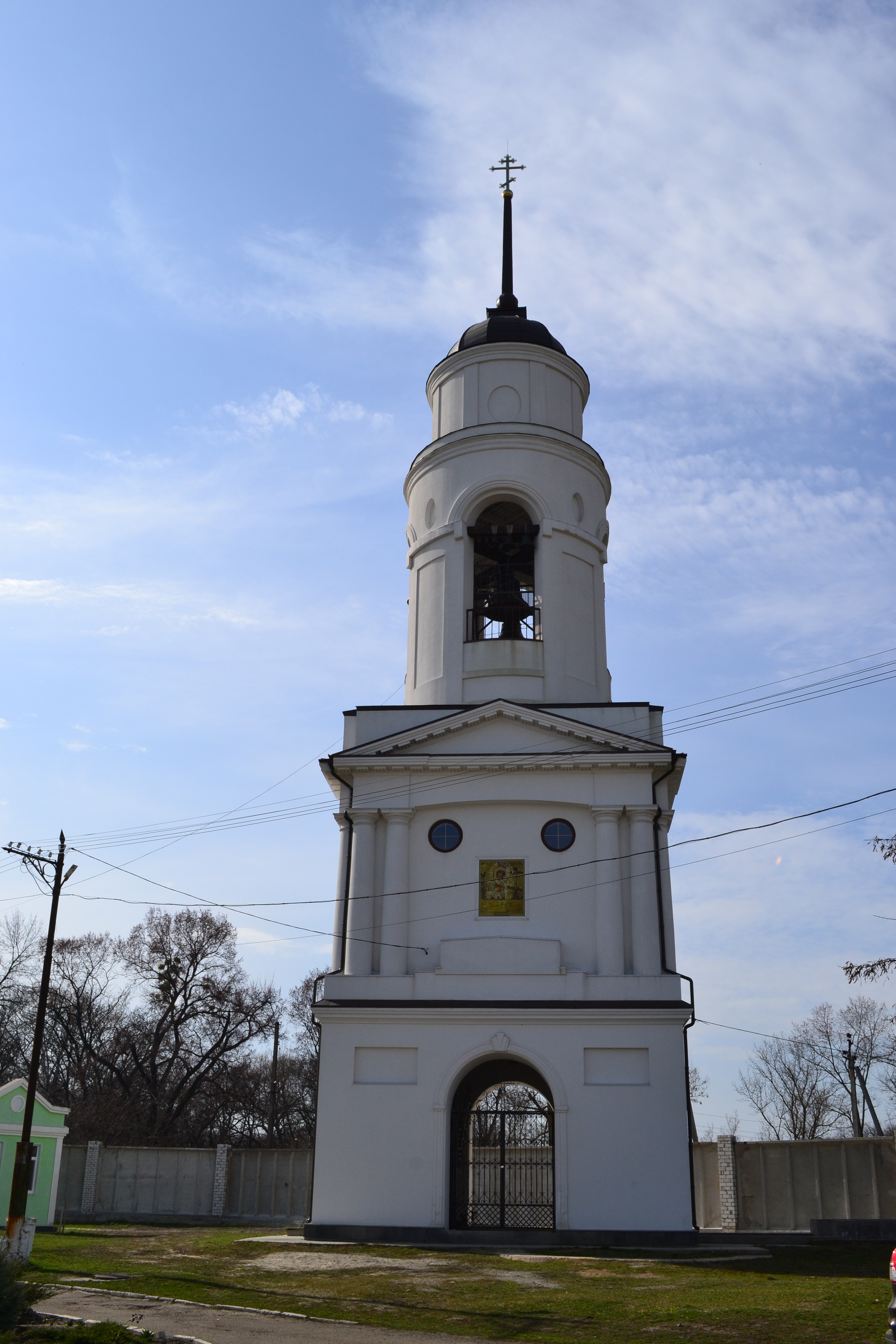
Son clocher.